# Aubrives
Aubrives é uma comuna francesa na região administrativa de Grande Leste, no departamento Ardenas. Banhada pelo rio Mosa, faz fronteira com a Bélgica. Estende-se por uma área de 10,75 km². Em 2010 a comuna tinha 965 habitantes (densidade: 89,8 hab./km²).